# Kinesin

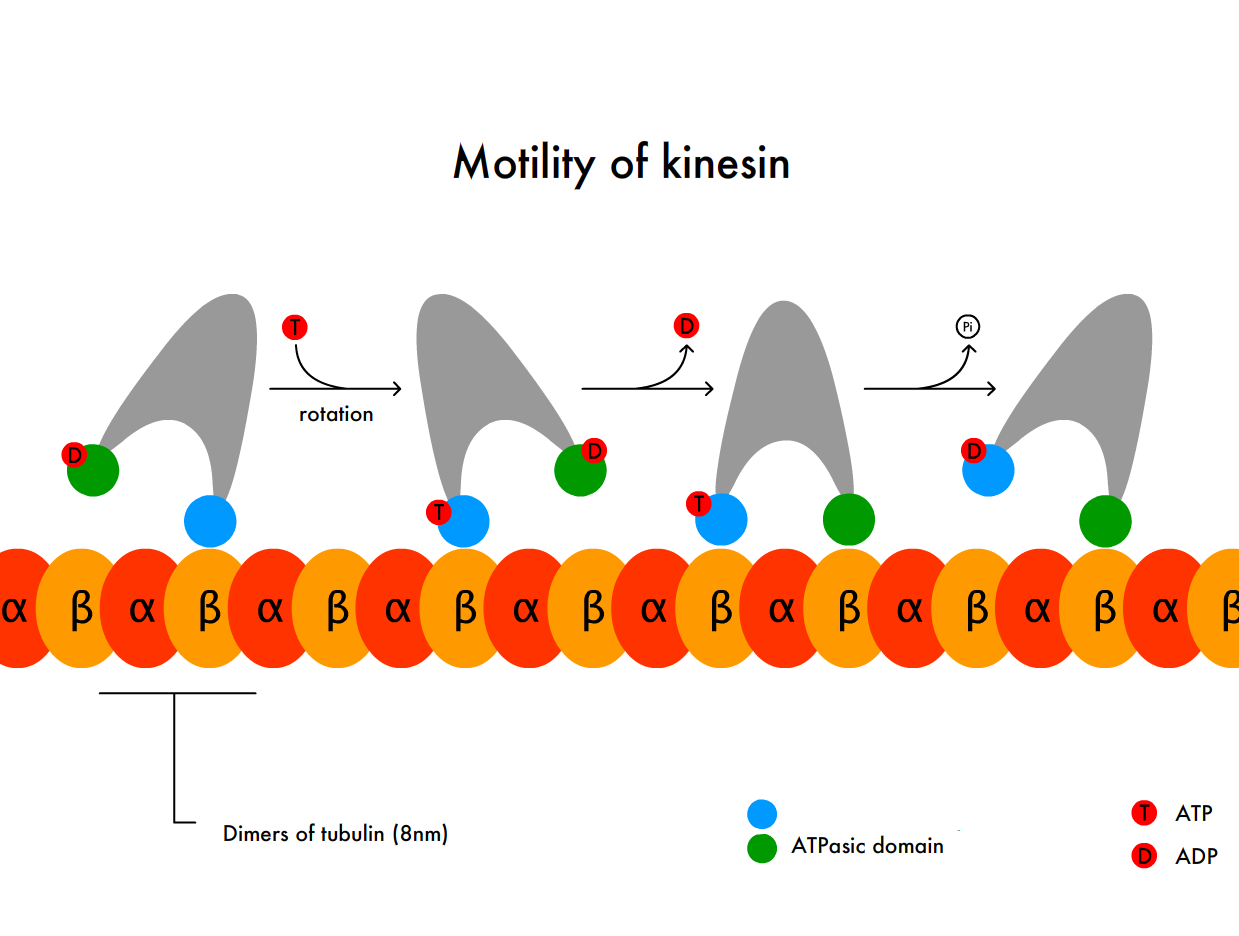
Diagram illustrating motility of kinesin.

Kinesin är ett protein som bidrar till transporter i celler i eukaryoter. Det ingår i familjen av motorproteiner, och utför sin funktion genom att vandra på mikrotubuli (en del av cellskelettet) och medverkar på så sätt i den intracellulära transporten.

## Uppbyggnad och funktion
Kinesin har två globulära delar som kan förflytta sig längs mikrotubuli-trådarna genom hydrolys av ATP. Mikrotubuli är polärt och dess negativa pol finns vid en organell kallad centrosom som alltid befinner sig centralt i cellen (utom vid mitos) medan de positiva ändarna finns i cellens utkanter. Kinesin-proteinerna sköter transporten i ena riktningen, mot mikrotubulis positiva pol (anterograd transport), det vill säga ut mot cellmembranet. Ett annat motorprotein, dynein sköter transporten i andra riktningen, mot den mikrotubulis negativ pol som är fästad i centrosomen.